# Golf van Salerno
De Golf van Salerno is een baai van de Tyrreense Zee in de kust van de Italiaanse provincie Salerno.
Hier is ook de Kust van Cilentana.
Aan het noorden van deze baai ligt de Amalfiaanse kust. De Golf van Salerno wordt gescheiden van de Golf van Napels door het schiereiland van Sorrento, waarop Sorrento ligt.